# Liste der Grenzen in Europa
Diese Liste der Staatsgrenzen in Europa beinhaltet alle Staaten, die vollständig oder zum Teil in Europa liegen, sowie die Länge der Grenzen zu allen ihren Nachbarstaaten. Georgien, Aserbaidschan und Armenien sind in der Liste ebenfalls nicht enthalten, da je nach Definition der Grenze zwischen Europa und Asien einige ihrer Gebiete auch in Europa liegen können.
Als internationale Grenze fungieren gedachte Linien, die entweder durch geographische Beschreibung (Bergkamm, Gewässer, örtliche Gegebenheiten usw.) oder durch vereinbarte Ab- bzw. Vermarkung festgelegt sind. Durch zwischenstaatliche Grenzziehungen wird einerseits die territoriale Integrität eines Staates gegenüber seiner Nachbarschaft gesichert, andererseits dient sie zur exakten Definition des räumlichen Geltungsbereiches der jeweiligen staatlichen Rechtsordnung.
Staatsgrenzen werden sowohl an Land als auch auf See (12-Meilen-Zone) oder durch Binnengewässer gezogen. Werden Teile des Territoriums eines Staates von anderen Staaten eingeschlossen, spricht man je nach Sichtweise von Exklaven beziehungsweise Enklaven.
In Europa haben die Grenzen zwischen den Staaten der  Europäischen Union, meistens identisch mit  Schengen-Mitgliedern, keine trennende Bedeutung mehr. An den Außengrenzen der EU und zwischen Nichtmitgliedern sind die Demarkationslinien deutlich ausgebaut und gesichert. Zudem gibt es besondere Absicherungen zwischen  NATO- und  OVKS-Mitgliedern.

## Liste
Legende
- ѻ Obwohl beide Staaten Mitglied der EU sind, hat mindestens ein Anrainer eine Nicht-€-Währung.
- € Die Währung beider Staaten ist Euro, obwohl mindestens ein Anrainer nicht Mitglied der EU ist.
- € Die Währung beider Staaten ist Euro
- ↔ Beide Staaten akzeptieren das Schengener Abkommen, obwohl mindestens ein Anrainer nicht Mitglied der EU ist.
- ≠ Obwohl beide Anrainer Mitglied der EU sind, akzeptiert mindestens ein Staat das Schengener Abkommen nicht.
- ‡ Obwohl beide Anrainer Mitglied der EU sind, akzeptiert mindestens ein Staat das Schengener Abkommen nicht und hat eine Nicht-€-Währung.
- EU-Außengrenze (ohne Sonderabkommen)
- Schengen-Außengrenze (ohne Sonderabkommen)
- Seegrenzen sind potentielle Außengrenzen

|  | EU (Europäische Union) |

|  | EURO |

|  | EFTA (Europäische Freihandelsassoziation) |

|  | CEFTA (Mitteleuropäisches Freihandelsabkommen) |

|  | Teilnehmer am Schengener Abkommen |

|  | NATO (North Alantic Treaty Organization) |

|  | GUS (Gemeinschaft Unabhängiger Staaten) |

|  | OVKS (Organisation des Vertrags über kollektive Sicherheit) |

|  | Europaratalle bis auf Belarus |

|  | UNOalle außer Heiliger Stuhl |

|  | UNESCO, Mitglieder sind alle außer Liechtenstein. |

|  | WTO (Welthandelsorganisation) ⮩ Belarus, einige Balkanstaaten und der Heilige Stuhl haben Beobachterstatus |

|  | IWF (Internationaler Währungsfonds), alle außer Andorra, Liechtenstein und Monaco |

|  | IAEO (Internationale Atomenergie-Organisation), alle außer Andorra, Vatikan |

|  | ICAO (Internationale Zivilluftfahrtorganisation), alle außer Liechtenstein, Vatikan |

|  | ITU (Internationale Fernmeldeunion) |

|  | OSZE (Organisation für Sicherheit und Zusammenarbeit in Europa) ⮩ Mitglieder sind alle gelisteten Staaten. |

|  | Albanien, Republik Albanien, albanisch Republika e Shqipërisë |

|  | Andorra, Fürstentum Andorra, katalanisch Principat d’Andorra |

|  | Belarus, Republik Belarus, belarussisch Рэспубліка Беларусь Respublika Belarus |

|  | Belgien, Königreich Belgien, französisch Royaume de Belgique, niederländisch Koninkrijk België |

|  | Bosnien und Herzegowina, serbisch Босна и Херцеговина Bosna i Hercegovina, bosnisch Bosna i Hercegovina Bosna i Hercegovina |

|  | Bulgarien, Republik Bulgarien, bulgarisch България Bǎlgarija |

|  | Dänemark, Königreich Dänemark, dänisch Kongeriget Danmark |

|  | Deutschland, Bundesrepublik Deutschland |

|  | Estland, Republik Estland, estnisch Eesti Vabariik |

|  | Finnland, Republik Finnland, schwedisch Republiken Finland, finnisch Suomen tasavalta |

|  | Frankreich, Französische Republik, französisch République française |

|  | Griechenland, Hellenische Republik, griechisch Ελληνική Δημοκρατία Ellinikí Dimokratía |

|  | Irland, irisch Poblacht na hÉireann, englisch Ireland |

|  | Island, Republik Island, isländisch Lýðveldið Ísland |

|  | Italien, Italienische Republik, italienisch Repubblica Italiana |

|  | Kosovo, Republik Kosovo, albanisch Republika e Kosovës, serbisch Република Косово Republika Kosovo |

|  | Kroatien, kroatisch Hrvatska |

|  | Lettland, Republik Lettland, lettisch Latvijas Republika, livisch Leţmō Vabāmō, lettgallisch Latvijas Republika |

|  | Liechtenstein, Fürstentum Liechtenstein |

|  | Litauen, Republik Litauen, litauisch Lietuvos Respublika |

|  | Luxemburg, Großherzogtum Luxemburg, luxemburgisch Groussherzogtum Lëtzebuerg, französisch Grand-Duché de Luxembourg |

|  | Malta, Republik Malta, maltesisch Repubblika ta' Malta, englisch Republic of Malta |

|  | Republik Moldau, rumänisch Republica Moldova, moldauisch Република Молдова Republica Moldovaallgemein Moldavien genannt |

|  | Monaco, Fürstentum Monaco, französisch Principauté de Monaco, ligurisch (romanisch) Principatu de Múnegu |

|  | Montenegro, kroatisch Crna Gora, serbisch Црна Гора Crna Gora |

|  | Niederlande, Königreich der Niederlande, westfriesisch Keninkryk fan de Nederlannen, niederländisch Koninkrijk der Nederlanden |

|  | Nordmazedonien, Republik Nordmazedonien, mazedonisch Република Северна Македонија Republika Severna Makedonija, albanisch Republika e Maqedonisë së Veriut Republika Severna Makedonija |

|  | Norwegen, Königreich Norwegen, nynorsk Kongeriket Noreg, bokmål Kongeriket Norge, nordsamisch Norgga gonagasriika |

|  | Österreich, Republik Österreich |

|  | Polen, Republik Polen, polnisch Rzeczpospolita Polska |

|  | Portugal, Portugiesische Republik, portugiesisch República Portuguesa |

|  | Rumänien, rumänisch România |

|  | Russland, Russische Föderation, russisch Российская Федерация Rossijskaja Federazija |

|  | San Marino, Republik San Marino, italienisch Repubblica di San Marino |

|  | Schweden, Königreich Schweden, schwedisch Konungariket Sverige |

|  | Schweiz, Schweizerische Eidgenossenschaft, italienisch Confederazione Svizzera, französisch Confédération suisse, Bündnerromanisch Confederaziun svizra |

|  | Serbien, Republik Serbien, serbisch Република Србија Republika Srbija |

|  | Slowakei, Slowakische Republik, slowakisch Slovenská republika |

|  | Slowenien, Republik Slowenien, slowenisch Republika Slovenija |

|  | Spanien, Königreich Spanien, spanisch Reino de España |

|  | Tschechien, Tschechische Republik, tschechisch Česká republika |

|  | Türkei, Republik Türkei, türkisch Türkiye Cumhuriyeti, Kurmandschi Komara Tirkiyê |

|  | Ukraine, ukrainisch Україна Ukrajina, russisch Украина Ukraina |

|  | Ungarn, ungarisch Magyarország |

|  | Vereinigtes Königreich, Vereinigtes Königreich Großbritannien und Nordirland, englisch United Kingdom of Great Britain and Northern Ireland, walisisch Teyrnas Unedig Prydain Fawr a Gogledd Iwerddon, Scots Unitit Kinrick o Great Breetain an Northren Irland |

|  | Vatikanstadt, Staat Vatikanstadt, italienisch Stato della Città del Vaticano, lateinisch Status Civitatis Vaticanæ |

|  | Republik Zypern, griechisch Κυπριακή Δημοκρατία Kypriakí Dimokratía |

## Seegrenzen
Soweit darstellbar beginnend im Norden und weiter im Uhrzeigersinn soweit sinnvoll.
- Atlantischer Ozean:
  - Europäisches Nordmeer:
    - Barentssee: Norwegen, Russland
- Kaspisches Meer: (Kasachstan), Russland, ( Turkmenistan, Iran, Aserbaidschan)
- Asowsches Meer: Russland, Ukraine
- Schwarzes Meer: (Russland[56], Georgien), Ukraine, Rumänien, Bulgarien, Türkei
- Mittelmeer:
  - Ägäisches Meer[57]: Griechenland, Türkei
  - Levantisches Meer: Zypern[54], (Türkei, Syrien, Libanon, Israel, Ägypten, Libyen)
  - Ionisches Meer: Griechenland[58]
  - Adriatisches Meer: Albanien, Montenegro, Bosnien und Herzegowina, Kroatien, Slowenien, Italien
  - Sizilisches Meer: Malta, (Tunesien)
  - Tyrrhenisches Meer: Italien, Frankreich
  - Ligurisches Meer: Italien, Monaco, Frankreich
  - Balearen-Meer: Spanien
  - Alborán-Meer, Straße von Gibraltar: Spanien, (Marokko)
- Atlantischer Ozean:
  - Nordatlantik: Portugal, Spanien
    - Biskaya: Spanien, Frankreich

  - Irische See, Keltische See, Schottische See: Irland, Vereinigtes Königreich
  - Europäisches Nordmeer: Island, Norwegen
  - Nordsee: Großbritannien, Belgien, Niederlande, Deutschland, Dänemark, Schweden[59], Norwegen
  - Ostsee: Schweden, Finnland, Russland, Estland, Lettland, Litauen, Polen, Deutschland, Dänemark

## Rekorde
- Die Ukraine hat mit ihren sieben Nachbarn und insgesamt 5618 km die längste Landgrenze in Europa. Mit Abstand folgen Deutschland – 3714 km verteilt auf neun Nachbarn – und Polen – 3071 km, ebenfalls sieben Anrainer.
- Die längste Landgrenze zwischen  zwei europäischen Staaten haben Russland/Ukraine mit 1944 km, gefolgt von Schweden/Norwegen mit 1619 km und Russland/Belarus mit 1312 km.
- Die kürzesten Landgrenzen haben Gibraltar/Spanien (1,2 km)[60], Italien/Vatikan (3,4 km), Frankreich/Monaco (6 km), Montenegro/Kroatien (19 km).
- Die längste Seegrenze hat Norwegen (25.148 km), gefolgt von Griechenland (13.676 km) und dem Vereinigten Königreich (12.429 km). Orientiert man sich am Hoheitsgebiet (Zwölf-Meilen-Zone) werden die zu schützenden Grenzen deutlich kürzer und Italien hat gute Chancen auf einen Platz in der Spitzengruppe.
- Die kürzesten Seegrenzen findet man in Monaco (4,1 km), Bosnien und Herzegowina (20 km) und Slowenien (46,6 km).
- Staaten ohne direkten Zugang zum Meer (Binnenstaaten) sind: Andorra, Kosovo, Liechtenstein, Luxemburg, Moldawien, Nordmazedonien, Österreich, San Marino, Schweiz, Serbien, Slowakei, Tschechien, Ungarn, Vatikanstadt und Belarus.
- Island hat als Grenze nur Meer und ist vom nächsten europäischen Nachbarn (Färöer) ≈430 km Luftlinie entfernt. Etwas kürzer ist es zum ebenfalls zu Dänemark gehörenden  Grönland (≈ 290 km), aber das gehört schon zum nordamerikanischen Kontinent.
- Die meisten Nachbarstaaten haben Deutschland (9), Frankreich, Österreich, Russland, Serbien (je 8) und Polen, Ukraine (je 7).
- Viele Außengrenzen der Europäischen Union haben Russland (5), Schweiz, Serbien, Ukraine (je 4) und Bulgarien, Polen, Rumänien, Belarus (je 3).